# Kandor
Kandor – polski herb szlachecki nadawany żydowskim neofitom w okresie panowania Stanisława Augusta.

## Opis herbu
W polu czerwonym dwie lilie srebrne w pas. Nad nią korona (bez hełmu). W klejnocie szabla pozioma rękojeścią w lewo.

## Najwcześniejsze wzmianki
Nadany Franciszkowi, Maciejowi i Antoniemu Dobrzyńskim, neofitom, przez Stanisława Augusta w 1764. Potwierdzenie 17 grudnia 1764.

## Herbowni
Dobrzyński, Kandor.